# Azra Hadzic
Azra Hadzic (* 26. November 1994 in Box Hill, Victoria) ist eine ehemalige australische Tennisspielerin.

## Karriere
Hadzic spielte größtenteils auf dem ITF Women’s Circuit, auf dem sie einen Turniersieg im Einzel erringen konnte. Sie erhielt eine Wildcard für die Qualifikationsrunde zu den  Australian Open 2013 sowie zur Doppelkonkurrenz der Australian Open 2014, verlor aber jeweils ihre Auftaktmatches.
Ihre beste Weltranglistenplatzierung im Einzel erreichte sie am 1. April 2013 mit Rang 301 und im Doppel am 27. Januar 2014 mit Platz 512. 
Im März 2014 trat Hadzic vom professionellen Tennissport zurück.

## Turniersiege

### Einzel
| Nr. | Datum              | Turnier | Kategorie   | Belag     | Finalgegnerin | Ergebnis      |
| --- | ------------------ | ------- | ----------- | --------- | ------------- | ------------- |
| 1.  | 22. September 2013 | Cairns  | ITF $15.000 | Hartplatz | Jessica Moore | 6:3, 3:6, 6:2 |